# Haworth Mesa
La Haworth Mesa (in lingua inglese: Mesa Haworth) è una mesa antartica, cioè un tavolato caratterizzato da ripide pareti rocciose e con la parte sommitale coperta di ghiaccio. La mesa è alta 3.610 m, lunga 9 km e larga 6 km; è situata tra la Sisco Mesa e il Monte McNaughton, dove forma la linea di divisione tra il Ghiacciaio Norfolk e il Ghiacciaio Olentangy, nel settore occidentale del Wisconsin Range della catena dei Monti Horlick, nei Monti Transantartici, in Antartide.
La mesa è stata mappata dall'United States Geological Survey (USGS) sulla base di rilevazioni e foto aeree scattate dalla U.S. Navy nel periodo 1960-64.
La denominazione è stata assegnata dall'Advisory Committee on Antarctic Names (US-ACAN), in onore di Leland J. Haworth, direttore della National Science Foundation dal 1963 al 1969 e membro dell' "Antarctic Policy Group".